# ترز بیورک
ترز بیورک (انگلیسی: Therese Björk؛ زادهٔ ۱۵ سپتامبر ۱۹۸۱) بازیکن فوتبال اهل سوئد است.